# 小行星1229
小行星1229（1229 Tilia）是一颗围绕太阳公转的小行星。1931年10月9日，卡爾·威廉·萊茵姆特在海德堡发现了此天体。
該小行星以椴樹命名。
这颗小行星的绝对星等为163.85533等。